# Monaco i olympiska vinterspelen 2014
Monaco deltog med fem deltagare vid de olympiska vinterspelen 2014 i Sotji. Ingen av landets deltagare erövrade någon medalj.